# Edward C. Stone
Pour les articles homonymes, voir Stone.
Edward Carroll Stone, né le 23 janvier 1936 à Knoxville dans l'Iowa et mort le 9 juin 2024, est un physicien américain. Professeur de physique au California Institute of Technology et ancien directeur du Jet Propulsion Laboratory (JPL) de la NASA.

## Biographie

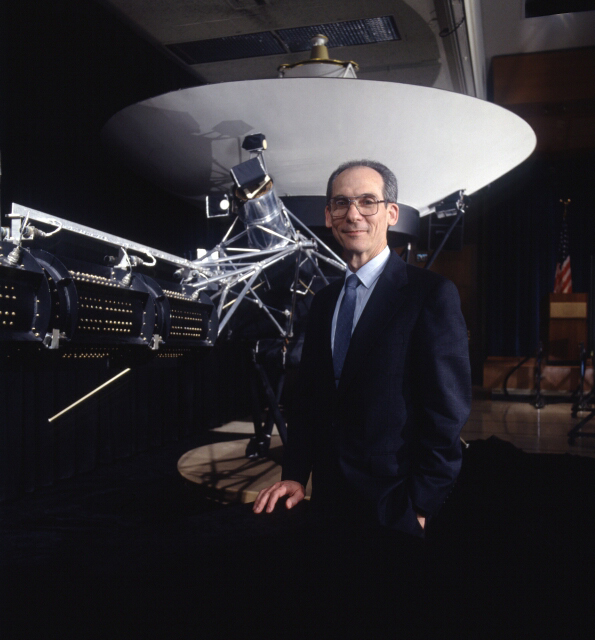
Edward C. Stone devant une maquette de Voyager 2 en 1992.

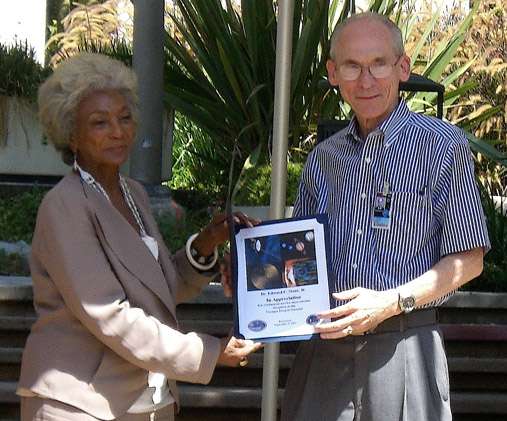
Edward C. Stone reçoit un prix de Nichelle Nichols pour le 30e anniversaire de lancement des sondes Voyager en 2007.